# Dries Vanthoor

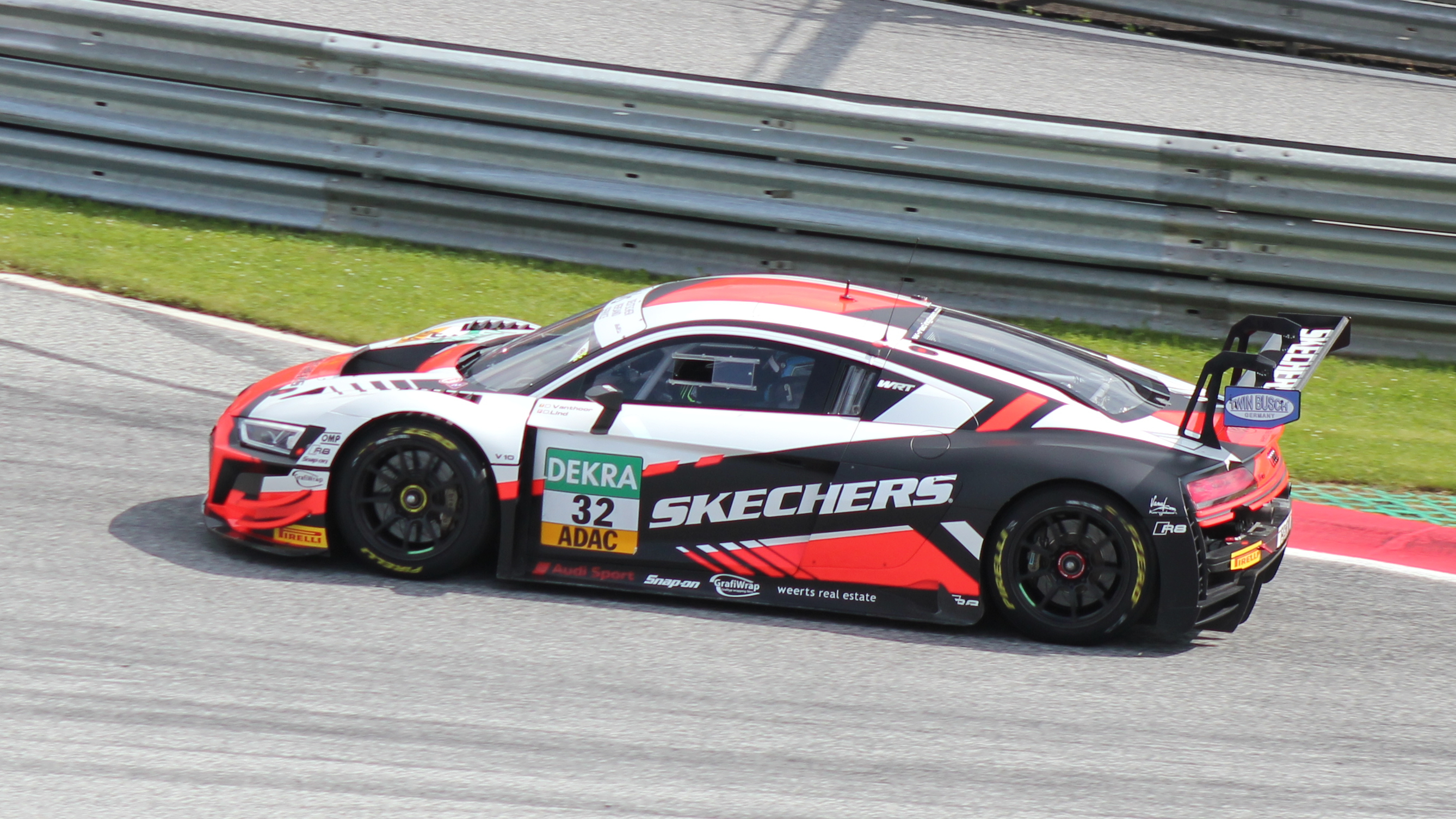
Der Audi R8 LMS GT3 Evo von Dennis Lind und Dries Vanthoor beim ADAC-GT-Masters-Rennen am Red Bull Ring 2021

Dries Vanthoor (* 20. April 1998 in Hasselt) ist ein belgischer Autorennfahrer und der jüngere Bruder von Laurens Vanthoor. 

## Karriere als Rennfahrer
Wie für so viele Rennfahrer seiner Generation begann die Karriere von Dries Vanthoor im Kartsport. Animiert durch die Erfolge seines Bruders Laurens, fuhr er bereits im Alter von 10 Jahren erste Kartrennen. Sein erstes Monopostorennen – ein Einsatz im Formel Renault 2.0 Eurocup – bestritt er 2015 als Siebzehnjähriger. Den Northern European Cup dieser Rennserie beendete er im selben Jahr an der sechsten Stelle (Meister wurde sein Teamkollege Louis Delétraz).
Mit dem Beginn der Saison 2016 wechselte Dries Vanthoor in den GT-Sport. Er startete in der Blancpain Endurance Series und erreichte mit dem Sieg in der Cup-5-Klasse beim 24-Stunden-Rennen auf dem Nürburgring einen ersten Erfolg. In der Gesamtwertung kam das Quartett Emin Akata, Christopher Mies, Michael Schrey und Dries Vanthoor im BMW M235i Racing Cup auf den 25. Rang.
In den folgenden Jahren wurde er zu einem vielbeschäftigten GT-Piloten. Er startete im ADAC GT Masters, gewann das 12-Stunden-Rennen von Bathurst 2018 und 2019 im Audi R8 LMS GT3 vom Team Phoenix das 24-Stunden-Rennen auf dem Nürburgring. Sein Le-Mans-Debüt endete 2017 mit einem Klassensieg.

## Statistik

### Le-Mans-Ergebnisse
| Jahr | Team               | Fahrzeug               | Teamkollege        | Teamkollege     | Platzierung             | Ausfallgrund |
| ---- | ------------------ | ---------------------- | ------------------ | --------------- | ----------------------- | ------------ |
| 2017 | JMW Motorsport     | Ferrari 458 Italia GT2 | Robert Smith       | Will Stevens    | Rang 26 und Klassensieg |              |
| 2021 | HubAuto Racing     | Porsche 911 RSR-19     | Maxime Martin      | Álvaro Parente  |                         |              |
| 2022 | WRT Team           | Oreca 07               | Mirko Bortolotti   | Rolf Ineichen   | Rang 15                 |              |
| 2023 | Racing Team Turkey | Oreca 07               | Tom Gamble         | Salih Yoluç     | Ausfall                 | Aufhängung   |
| 2024 | BMW M Team WRT     | BMW M Hybrid V8        | Raffaele Marciello | Marco Wittmann  | Ausfall                 | Unfall       |
| 2025 | BMW M Team WRT     | BMW M Hybrid V8        | Raffaele Marciello | Kevin Magnussen | Rang 31                 |              |

### Sebring-Ergebnisse
| Jahr | Team           | Fahrzeug        | Teamkollege     | Teamkollege | Platzierung | Ausfallgrund |
| ---- | -------------- | --------------- | --------------- | ----------- | ----------- | ------------ |
| 2025 | BMW M Team RLL | BMW M Hybrid V8 | Kevin Magnussen | Philipp Eng | Rang 43     |              |

### Einzelergebnisse in der FIA-Langstrecken-Weltmeisterschaft
| Saison | Team               | Rennwagen          | 1   | 2   | 3   | 4   | 5   | 6   | 7   | 8   | 9   |
| ------ | ------------------ | ------------------ | --- | --- | --- | --- | --- | --- | --- | --- | --- |
| 2017   | JMW Motorsport     | Ferrari 458 Italia | SIL | SPA | LEM | NÜR | MEX | AUS | FUJ | SHA | BAH |
| 2017   | JMW Motorsport     | Ferrari 458 Italia | 26  |     |     |     |     |     |     |     |     |
| 2021   | HubAuto Racing     | Porsche 911 RSR    | SPA | POR | MON | LEM | BAH | BAH |     |     |     |
| 2021   | HubAuto Racing     | Porsche 911 RSR    | DNF |     |     |     |     |     |     |     |     |
| 2022   | WRT Team           | Oreca 07           | SEB | SPA | LEM | MON | FUJ | BAH |     |     |     |
| 2022   | WRT Team           | Oreca 07           |     |     | 15  |     | 5   |     |     |     |     |
| 2023   | Racing Team Turkey | Oreca 07           | SEB | POR | SPA | LEM | MON | FUJ | BAH |     |     |
| 2023   | Racing Team Turkey | Oreca 07           | DNF |     |     |     |     |     |     |     |     |
| 2024   | BMW WRT            | BMW M Hybrid V8    | KAT | IMO | SPA | LEM | SAO | AUS | FUJ | BAH |     |
| 2024   | BMW WRT            | BMW M Hybrid V8    | 14  | DNF | 11  | DNF | 9   | 8   | 2   | 5   |     |
| 2025   | BMW WRT            | BMW M Hybrid V8    | KAT | IMO | SPA | LEM | SAO | AUS | FUJ | BAH |     |
| 2025   | BMW WRT            | BMW M Hybrid V8    | 4   | 6   |     | 31  | 17  |     |     |     |     |